# Muzeul „Mihai Eminescu”
Muzeul „Mihai Eminescu” este un muzeu municipal din Iași, secție a Muzeului Literaturii Române din Iași, și este amplasat în Parcul Copou din Iași.

## Istoricul clădirii

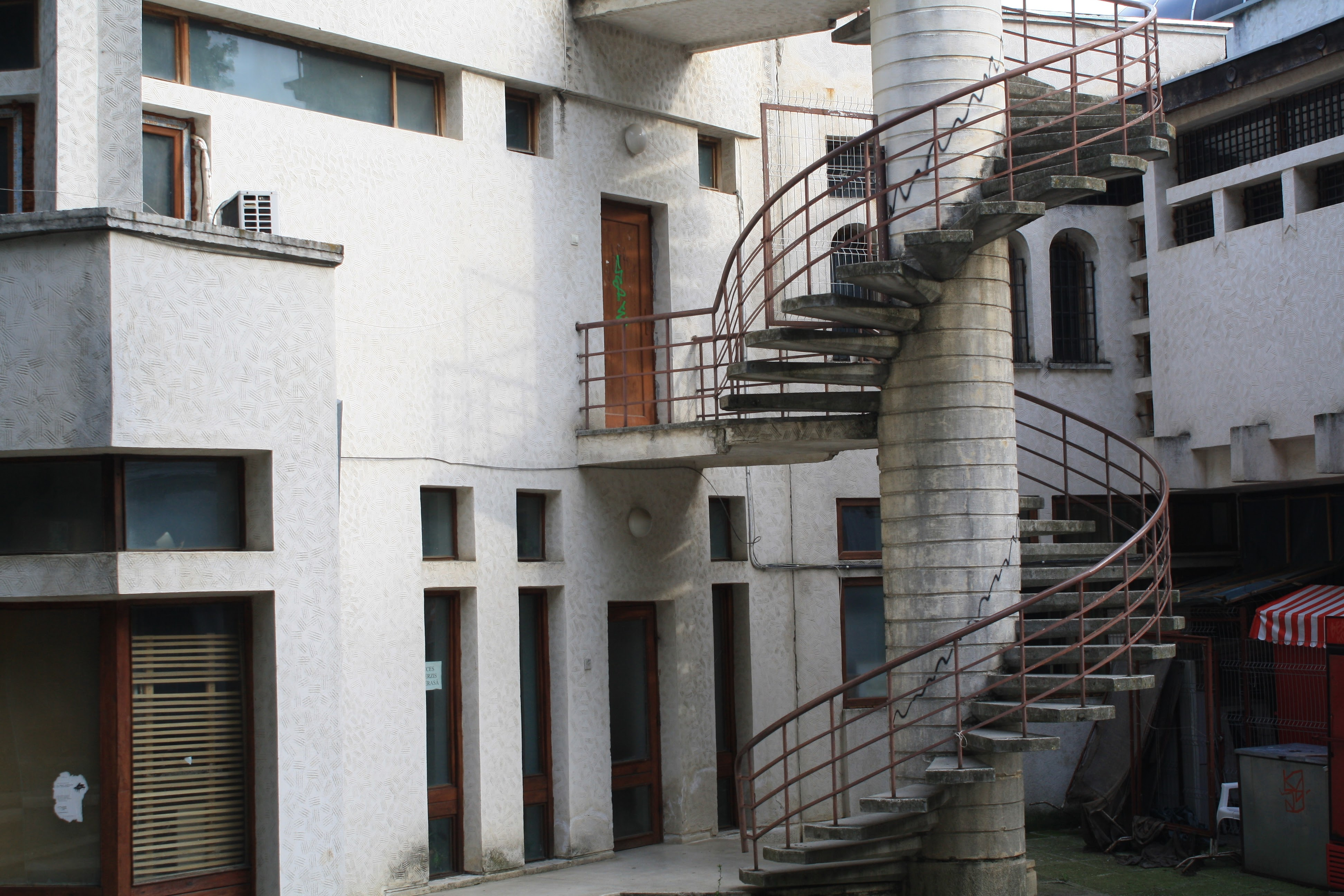
Muzeul "Mihai Eminescu" din Parcul Copou, Iaşi (exterior) (nord)

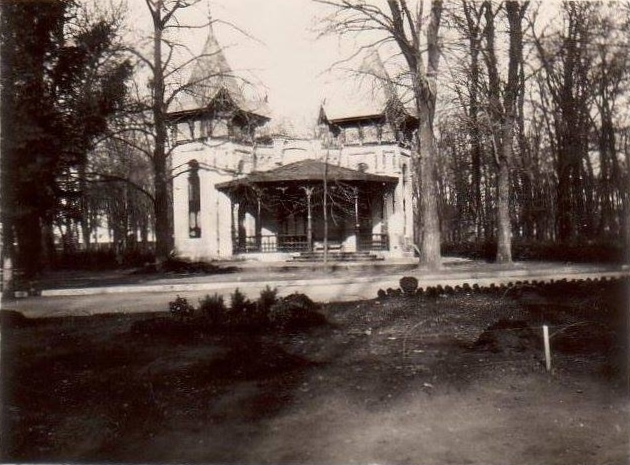
Pavilion in Parcul Copou (imagine de arhiva) (demolat în comunism şi înlocuit de clădirea modernistă a Muzeului "Mihai Eminescu")

Clădirea muzeului a fost construită în 1989 după planurile arhitecului Virgiliu Onofrei, înlocuind o construcție mai veche de la sfârșitul secolului al XIX-lea. Este situată în zona centrală a parcului, la circa 100 de metri de Teiul lui Eminescu.
Muzeul a fost inaugurat cu ocazia centenarului morții poetului, la 15 iunie 1989. Sunt prezente expoziții dedicate operei eminesciene (ediții princeps și ediții critice), expoziții de grafică, pictură și sculptură (I. Neagoe, Al. Ichim, T. Mocanu, Iftimie Bârleanu, Richard Hette, Dan Hatmanu), precum și piese de mobilier și artă decorativă. Tot aici sunt expuse rarități, fotografii originale (Mihai Eminescu, Veronica Micle, fiicele sale), scrisori ale lui Eugen Lovinescu, Mite Kremnitz, Iosif Vulcan și alții. 
Un punct de interes notabil îl constituie și expoziția de fotocopii după Caietele eminesciene, aflate în manuscris la Academia Română din 1902. 

## Expoziția documentară „Mihai Ursachi”
Expoziția documentară „Mihai Ursachi”, constituită în spațiul Muzeului „Mihai Eminescu” din Parcul de Cultură Copou, a fost inaugurată la începutul lunii mai 2004. Expoziția permanentă cuprinde obiecte care au aparținut poetului. Acest colț dedicat poetului Mihai Ursachi păstrează memoria unuia dintre cei mai importanți poeți români ai secolului al XX-lea.

## Programul de vizitare
Programul de vizitare este de marți până duminică, între orele 10:00 și 17:00. Prețurile biletelor sunt de 10 lei (adulți), 8 lei (pentru grupuri de peste 12 persoane), 2 lei (elevi și studenți) și 4 lei (pensionari). Intrarea este liberă în prima duminică a fiecărei luni.

## Imagini

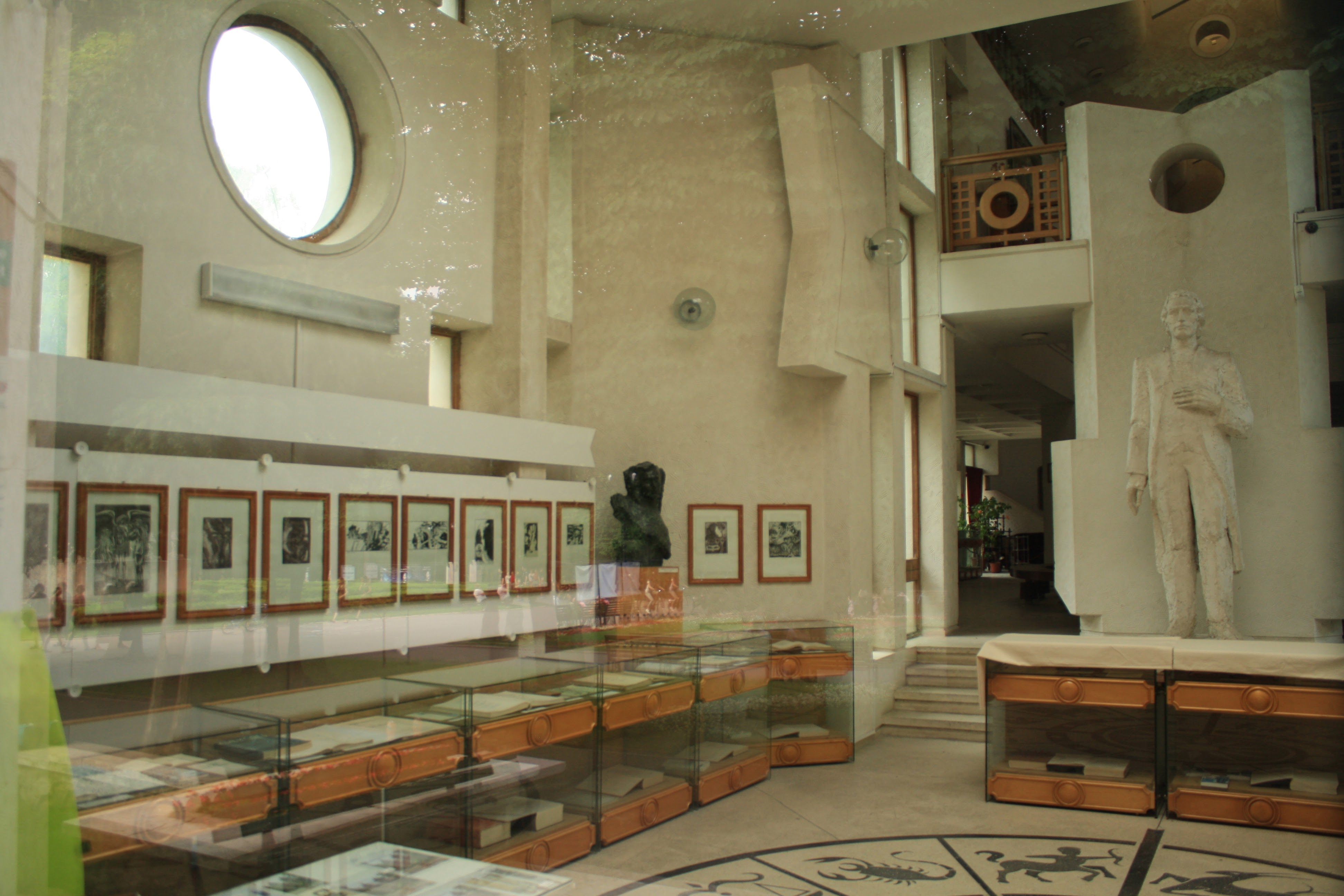
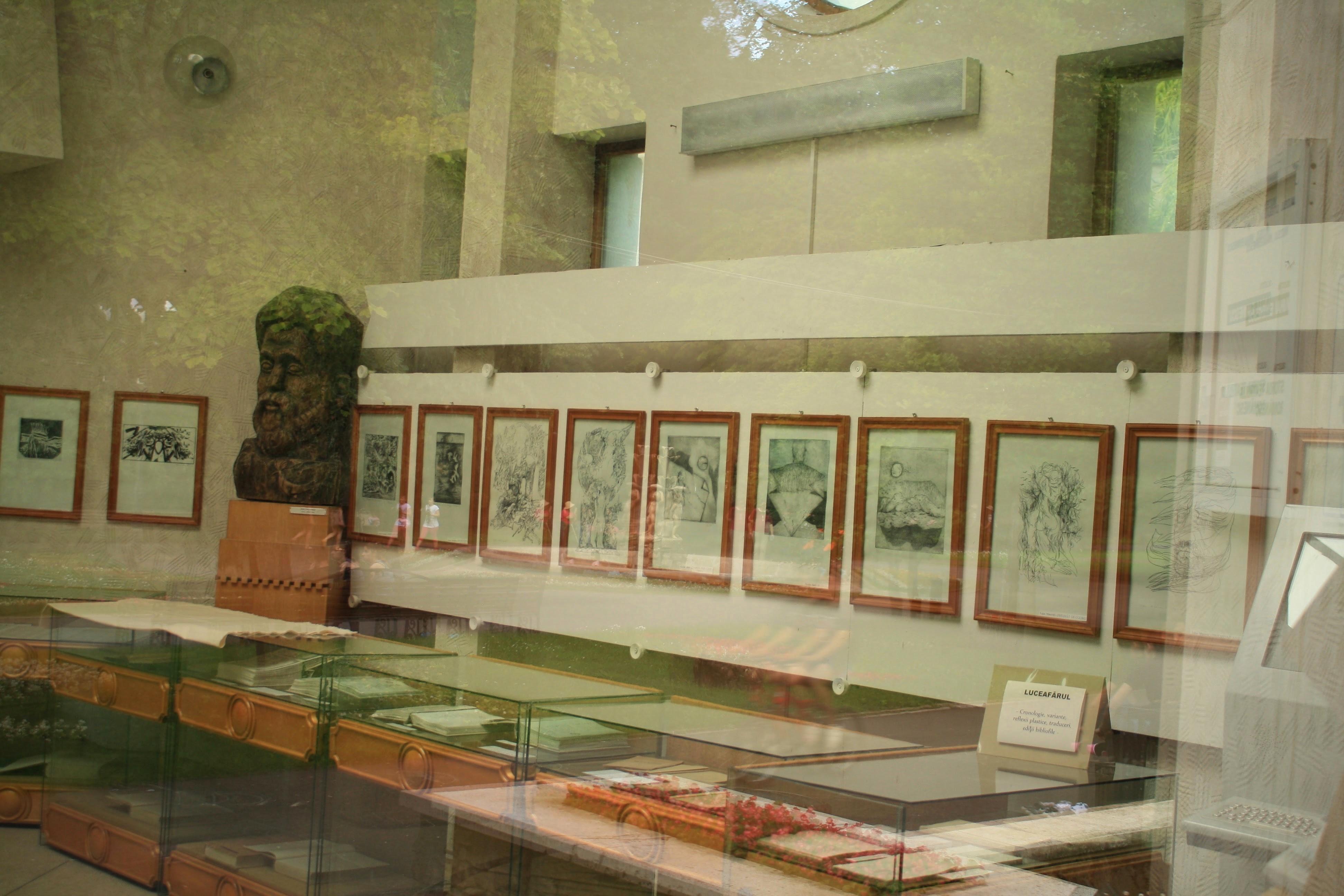
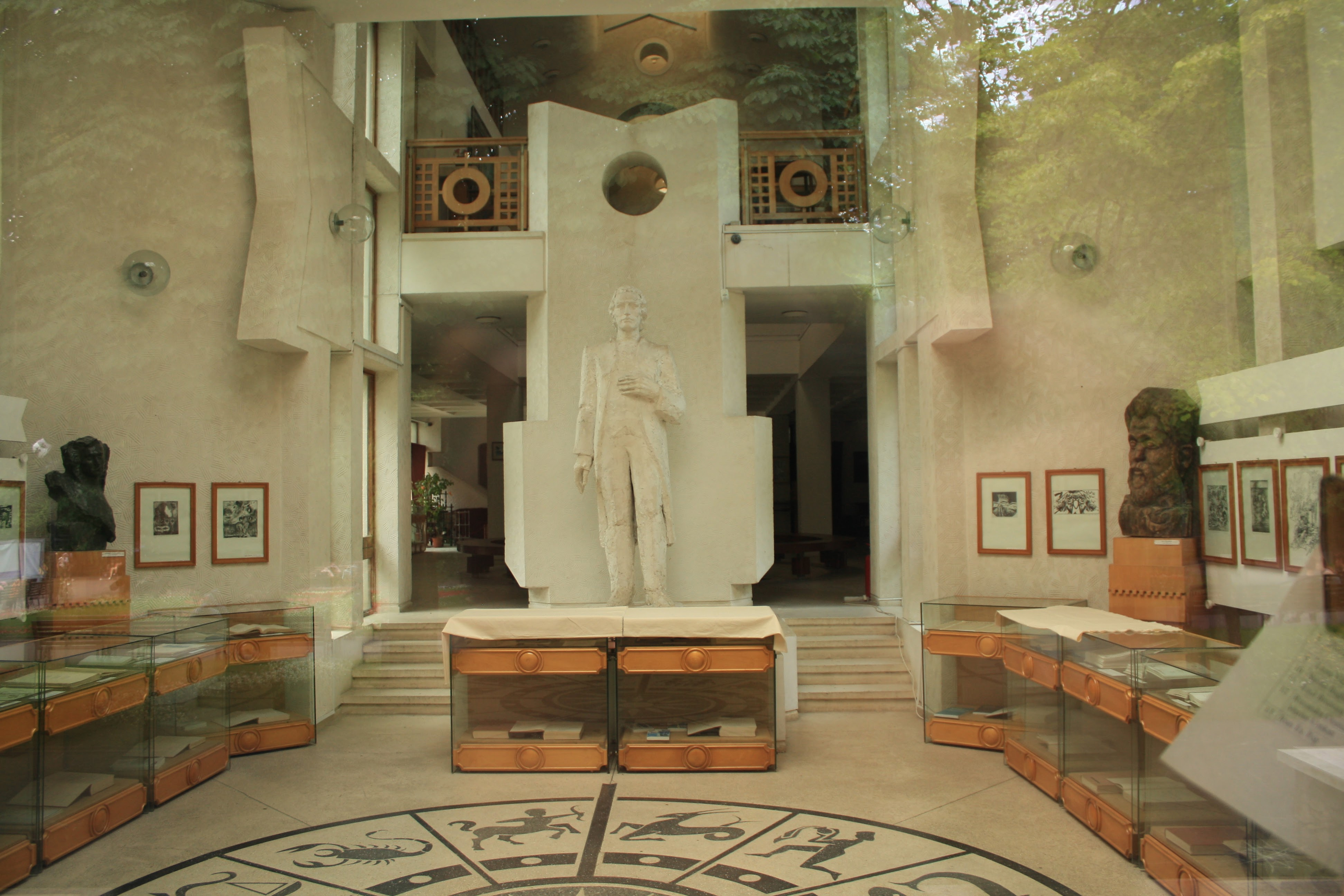
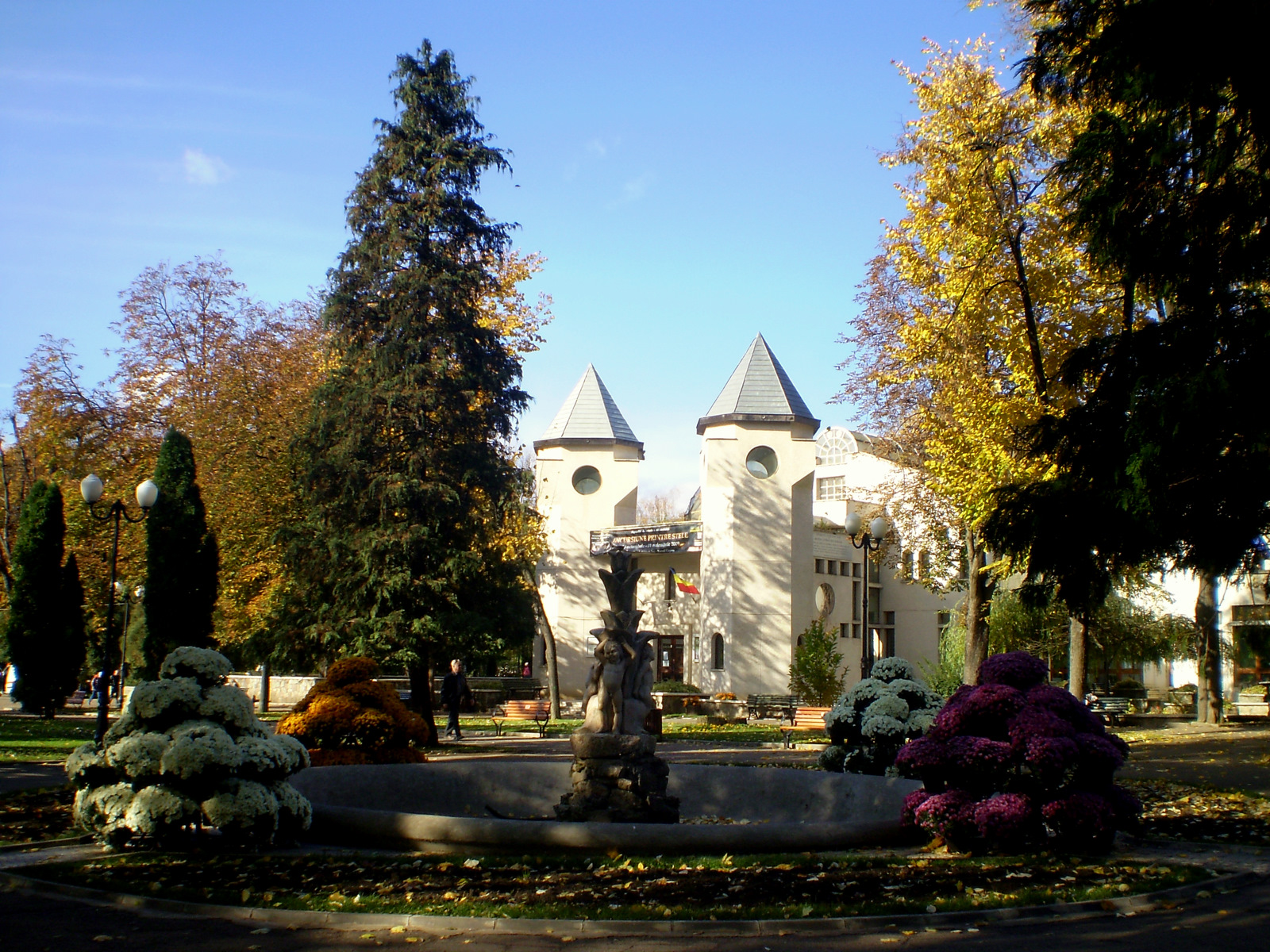
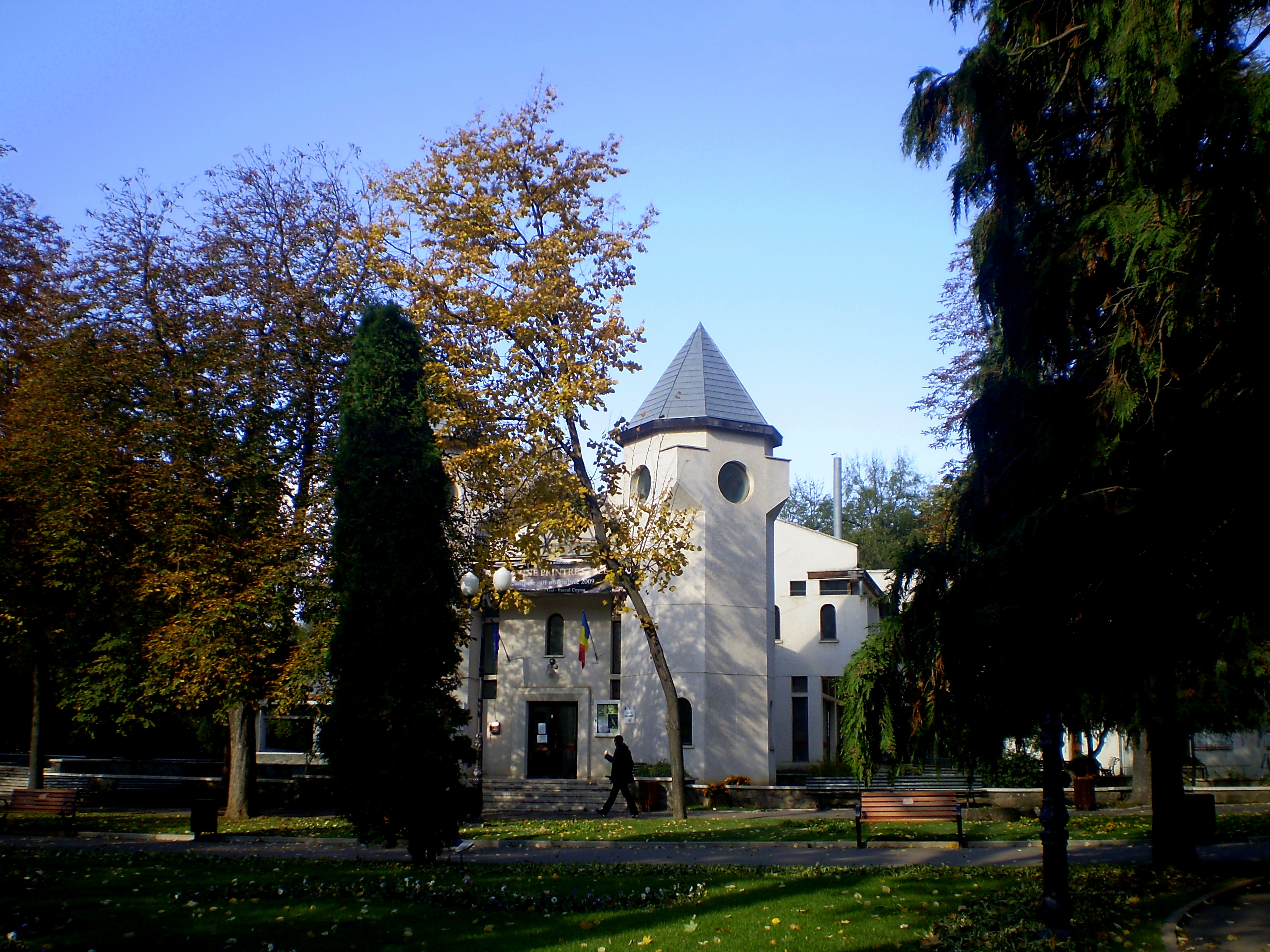
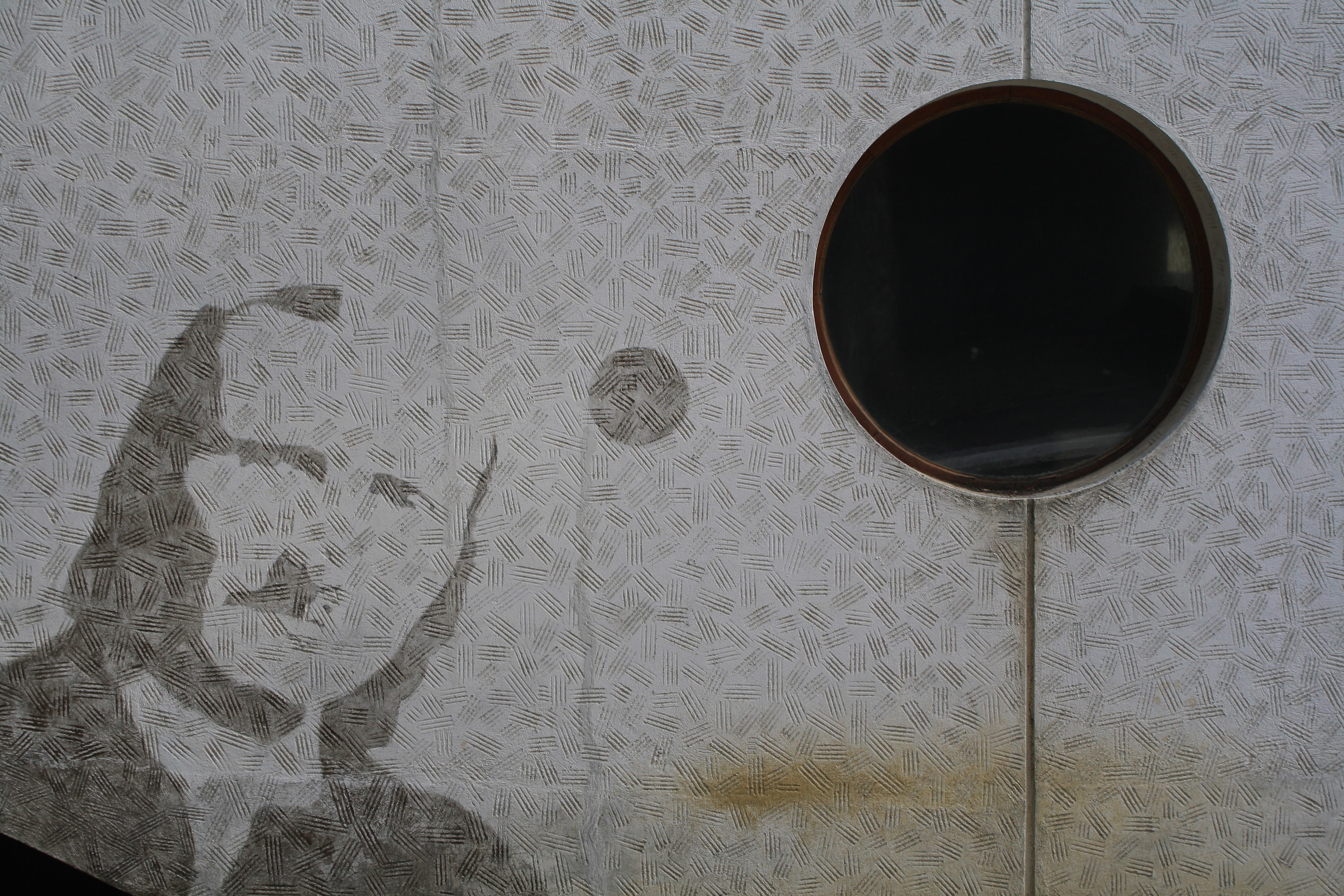
Muzeul "Mihai Eminescu" (detaliu)